# 3e œil productions
3e œil productions, nota anche come Troisième Œil Productions, è una società di produzione cinematografica, televisiva, audiovisuale e di teatro francese creata da Pierre-Antoine Capton nel 2001.
Nel settembre 2015, si è piazzata al sesto posto tra i produttori audiovisivi in Francia e al primo tra quelli indipendenti.

## Struttura del gruppo
Il gruppo comprende quattro filiali specializzate:
- Hide Park: fondata da Christophe Charrier e Pierre-Antoine Capton nel 2009, produce videoclips, pubblicità e programmi audiovisivi.
- La Mondiale de production: produttrice dei lavori di Karl Zéro, per il programma Les Faits Karl Zéro in onda sul canale tematico poliziesco 13e Rue;
- Troisieme Oeil Story: produttrice di fiction (tra cui Accusé trasmessa da France 2, Meurtre en Bourgogne trasmessa da France 3, Le Mec de la tombe d'à côté trasmessa da TF1)
- CZ: unità dedicata al teatro ed agli spettacoli dal vivo. È stata fondata da Florian Zeller.

## Programmi
3e œil productions ha prodotto numerosi programmi, come:
- Les coulisses d'une victoire (2017, documentario andato in onda su TF1 all'indomani dell'elezione di Emmanuel Macron)
- C à vous  (2009)[1]
- C l'hebdo (2016)
- Ça balance à Paris (2012)
- Zemmour et Naulleau (2011)
- Les Carnets de Julie (2012)
- Dance Street (2012)
- Les Faits Karl Zéro (2007)
- Les P'tits Plats de Babette (2010)
- Fais-moi une place (2013)
- Un soir à la Tour Eiffel (2014)
- Vintage Mecanic (2016)
- Le grand échiquier (2018)
- Telle est ma télé
- Le Bureau des plaintes
- Vous trouvez ça normal?!
- La Rue des allocs